# The War of the Roses (film)
The War of the Roses is een Amerikaanse zwarte komedie uit 1989 onder regie van Danny DeVito. De film is gebaseerd op het gelijknamige boek van Warren Adler.

## Verhaal
Gavin D'Amato, een advocaat, heeft een bespreking met een cliënt. Deze laatste wil koste wat kost scheiden van zijn vrouw, desnoods via een vechtscheiding. Daarop start Gavin een verhaal over de scheiding van zijn voormalige cliënt Oliver Rose.
Oliver is student aan de Harvard Law School wanneer hij Barbara ontmoet tijdens een veiling. Omdat zij op het punt staat haar ferry te missen, overnachten ze in een plaatselijk hotel. Ze starten een relatie, trouwen en krijgen twee kinderen: Josh en Carolyn. Het koppel koopt een oud herenhuis. Terwijl Barbara zich bekommert over de huishoudelijke taken en de opvoeding van de kinderen, richt Oliver zich volledig op zijn carrière. Barbara voelt zich meer en meer verwaarloosd door haar man en begint zich aan hem te ergeren.
Oliver van zijn kant weet niet wat te doen om Barbara nog te kunnen behagen, hoewel hij richting haar manipulatief, egoïstisch en ongemanierd is. Na een zoveelste ruzie krijgt Oliver schijnbaar een hartaanval, wat later een aandoening aan zijn slokdarm blijkt te zijn. Hoewel Barbara eerst geschokt is, beseft ze dat ze eigenlijk meer opgelucht is met de gedachte dat Oliver zal sterven. Ze zegt hem dat ze wil scheiden. Daarop stelt Oliver zijn vriend Gavin aan als advocaat.
Er ontstaan spanningen wanneer Barabara eist dat zij het huis met volledige inboedel krijgt toegewezen. Gavin vindt een achterpoortje in een oude wet waardoor Oliver toch in het huis kan blijven, ondanks hij dat afraadt. Barbara zoekt een manier om Oliver toch buiten te krijgen en tracht Gavin aan haar kant te krijgen.
Oliver biedt Barbara een enorme som geld aan in ruil voor het huis, maar zij weigert. Gavin is van mening dat Oliver sowieso het onderspit delft en raadt hem aan om in te gaan op alle eisen van Barbara om daarna terug een eigen leven op te bouwen. Oliver is het niet eens en ontslaat Gavin als zijn advocaat. Daarop starten zowel Oliver als Barbara met een lastercampagne, vernietigen ze allerhande huishoudtoestellen, trachten elkaar te overrijden nadat Oliver Barbara's kat ongewild doodt, ...
Uiteindelijk kalmeert Oliver en wil hij vrede sluiten met Barbara tijdens een diner. Hij verliest zijn controle wanneer Barbara paté serveert denkende dat deze gemaakt is van zijn hond als wraak op het incident met de kat. Er ontstaat een gevecht op leven en dood waarbij ze al hangend eindigen aan een luchter. Oliver geeft aan Barbara toe dat hij altijd van haar heeft gehouden, maar zij antwoordt niet. Ondertussen heeft huishoudhulp Susan Gavin opgebeld voor hulp. Hij wil hen redden met een ladder, maar komt te laat. De elektriciteitskabel begeeft het waardoor Barbara en Oliver neerstorten op de grond. Oliver raakt met zijn laatste krachten Barbara's schouder aan, maar zij verwerpt dit waardoor ze aantoont dat ze zelfs na haar dood niets meer met hem te maken wil hebben.
Gavin beëindigt zijn verhaal en geeft zijn client twee opties: ofwel verdergaan met de vechtscheiding wat kan resulteren in een bloedbad, of op ordentelijke manier met zijn vrouw praten om tot een overeenkomst te komen.

## Rolverdeling
| Acteur              | Personage              |
| ------------------- | ---------------------- |
| Michael Douglas     | Oliver Rose            |
| Kathleen Turner     | Barbara Rose           |
| Danny DeVito        | Gavin D'Amato          |
| Marianne Sägebrecht | Susan                  |
| Dan Castellaneta    | Gavin's cliënt         |
| Sean Astin          | 17-jarige Josh Rose    |
| Trenton Teigen      | 10-jarige Josh Rose    |
| Heather Fairfield   | 17-jarige Carolyn Rose |
| G.D. Spradlin       | Harry Thurmont         |
| Peter Donat         | Jason Larrabee         |
| David Wohl          | Dr. Gordon             |

## Prijzen en nominaties
| Prijs                    | Categorie                         | Onderwerp                       | Resultaat   |
| ------------------------ | --------------------------------- | ------------------------------- | ----------- |
| BAFTA Award              | Beste bewerkte scenario           | Michael J. Leeson               | Genomineerd |
| Filmfestival van Berlijn | Gouden Beer                       | Danny DeVito                    | Genomineerd |
| Golden Globe Award       | Beste film - musical of komedie   | James L. Brooks & Arnon Milchan | Genomineerd |
| Golden Globe Award       | Best acteur- musical of komedie   | Michael Douglas                 | Genomineerd |
| Golden Globe Award       | Best actrice - musical of komedie | Kathleen Turner                 | Genomineerd |

## Trivia
- Michael Douglas, Kathleen Turner en Danny DeVito speelden samen ook de hoofdrollen in de film Romancing the Stone en diens sequel The Jewel of the Nile.